# Lioudmila Kouprianova
Lioudmila Andreïevna Kouprianova (en russe : Людмила Андреевна Куприянова) est une botaniste soviétique, née en 1914 et morte le 13 janvier 1987.

## Carrière
Elle travaille à l’Institut de botanique Komarov de Léningrad où elle dirige, durant de nombreuses années, le groupe de palynologie. Elle est l’auteur d’une œuvre pionnière dans ce domaine, tant dans la constitution d’une collection de référence que dans l’encadrement d’une dizaine d’étudiants se spécialisant dans cette discipline. Elle fait paraître plus de deux cents publications et s’intéresse particulièrement à l’origine et l’évolution des angiospermes.

## Source
- (en) Biographie de l’AASP